# Анджей Брохоцький
Анджей (Єнджей) Брохоцький (також Броховський, Ґрохоцький, пом. бл. 1431) — державний діяч Королівства Польського, маршалок надвірний короля Владислава Ягайла (1414–1419 і 1428–1429), войський люблінський (1419–1430); староста штумський (1410), чорштинський (1416), бжесць-куявський (1419–1427), люблінський (1430–1431).

## Життєпис
Народився Єнджей в останній третині XIV століття. Походження його є досить спірним. За однією з версій, яка підтримувалася, зокрема, Яном Длугошем та Каспером Несецьким, він є представником роду Брохоцьких гербу Осорія, які походять або з малопольського села Ґрохоциців і від нього спочатку називалися Ґрохоцькими, або з мазовецького села Брохоцина, яке належало Брохоцьким гербу Правдич. Длугош згадує Анджея Брохоцького гербу Осорія. Проте, ім'я Анджей не зустрічається у Брохоцьких-Осоріїв, але є досить вживаним у Брохоцьких-Правдичів. Тому, на думку Адама Бонєцького, Анджея правильніше відносити до останніх. На думку Теодора Жихлінського, Єнджей зі Щавіна походив від Щавінських, був паном на Брохові Сохачевського повіту, а відтак — був першим, хто відмовився від прізвища своїх предків і, за звичаєм того часу, назвав себе «Броховським» від свого дідичного маєтку, а його нащадки понад п'ять століть використовували це прізвище, яке з часом трансформувалося в «Брохоцькі», створивши таким чином абсолютно окрему родину.
Якщо Єнджей походив від Щавінських, то він міг бути п'ятим сином Насіґнєва на Новому Щавіні та на Брохові Щавінського; мав братів Нємєжу, Добєслава, Ксаверія Дадзібога, Ксаверія Марціна. За іншою версією, Анджей був сином люблінського ловчого Яна з Бихави, сам також писався «з Бихави»; можливо тут «Бихава» є тотожною з гербом Осорія. Малопольське (до цієї провінції відносилися Ґрохоциці, Бихава, Люблін) походження Брохоцького частково підтверджується тим, що гаданий батько Ян і сам Анджей обіймали посади в Любліні; також, факт того, що 1422 року куявські хоругви очолив малополянин, спровокував демарш місцевих воєводів. Хоча, ймовірно також, що у першій половині XV століття жили та діяли одночасно принаймні 2 особи з ім'ям Анджей (Єнджей) Брохоцький (Броховський), один із яких походив із Малопольщі, інший — із Мазовії.
Анджей за короля Сигізмунда воював із турками та венеціанцями в Угорщині. Після повернення на батьківщину, 1409 року Неполомицький сейм відрядив посольство на чолі з єпископом познанським Войцехом Ястшембцем від короля Владислава Ягайла до короля Богемії Вацлава IV. Там на початку 1410 року Королівство Польське, за посередництва останнього, мало порозумітися з Тевтонським орденом, проте спроби були марними.
Він брав участь у Великій війні 1409–1411 років, зокрема, під час Грюнвальдської битви очолював другу хоругву передньої варти, яка називалася «Гончою» та мала своєю емблемою два жовті хрести на синьому полі. Нею також керували 5 лицарів: Ян Сумік із Наброжа, Бартош і Ярослав із Пломикова гербу Помян, Добєслав Оквя гербу Вєнява, і Зиґмунт Пікна чех. Після Грюнвальда завоював тевтонські замки. Король надав Брохоцькому в державу місто та замок Моронґ, пізніше призначив його старостою штумським і доручив йому разом з іншими боронити завойовані в Ордена землі. Зі Штума Брохоцький часто влаштовував військові вилазки до Мальборка, одного разу навіть напав на великого магістра Генріха фон Плауена. Врешті-решт останній узяв у облогу Брохоцького в Штумі, протягом шести тижнів безуспішно намагався заволодіти замком, навіть вирішив припинити облогу, аж раптом у замку загорілася вежа з порохом. Брохоцький оборонявся з усіх сил і лише за наказом короля здав замок. За втратою Штума наприкінці жовтня 1410 року слідувала й утрата Моронґа. Брохоцький брав участь у взятті Ковалевого та замку Голюб.
Король дуже поважав Брохоцького, його військові заслуги та відданість, і наділив його численними урядами. Щонайменше, від початку квітня 1414 року до кінця квітня 1419 року Анджей Брохоцький обіймав посаду надвірного маршалка, 1416 року став старостою чорштинським. Наприкінці 1419 року отримав посаду войського люблінського, обіймав її до початку 1430 року. З кінця 1419 року король призначив Анджея старостою бжесць-куявським, на якій останній перебував до кінця 1427 року
Під час Голубської війни 1422 року з тевтонськими лицарями, король доручив Анджеєві керівництво над усіма хоругвами куявської шляхти для захисту цього краю та кордонів Корони, для стеження за діями тевтонських лицарів та їхніми можливими ворожими діями. Воєводи бжесць-куявський Мацей із Лабішина та іновроцлавський Януш із Кошьцельця, роздратовані тим, що були змушені підкорятися його владі, під приводом потреби забезпечення провіантом, разом зі своїми підрозділами та іншими своїми прихильниками залишили табір і розійшлися по домівках. Це дуже ослабило позиції польського війська. Проте, Брохоцький, зайнявши позиції між Мужинним і Орловим, став більш старанно стежити за охороною та дисципліною, вичікував ворога. Довідавшись про ослаблення поляків, Торунський комендант на чолі 800 тевтонських лицарів 7 вересня несподівано напали на нього вночі, але польські війська на чолі з Брохоцьким чинили їм опір і за допомогою хитрощів здобули перемогу. Взагалі, Анджей Брохоцький вирізнявся непересічними військовими здібностями: він умів передбачити плани наступу ворогів, вибрати кращі оборонні місця для табору, а також, вводити своїх супротивників у оману станом своїх військ чи перебігом битви; вмів витримувати довгу, виснажливу облогу, протягом якої добивався максимального послаблення та голоду у противника, а потім раптово нападав і знищував останнього.
Восени 1428 року Брохоцький знову згадується в документах як надвірний маршалок. Перебував на цій посаді щонайменше до рубежу 1429/1430 років. З 1430 року вже обіймав посаду люблінського старости, очевидно, займав її до кінця життя
Анджей помер близько 1431 року.

## Сім'я
Анджей Брохоцький був одружений із невідомого імені донькою Якуба Костки з Росткова на Штемберґу, старости ліпенського.
Анджей Брохоцький, який жив у середині XV століття (імовірно, син надвірного маршалка), залишив сина Яна, у якого було 4 сини: Анджей, Міколай, Мацей і Вавжинець. 1473 року згадуються діти Анджея Брохоцького: Міколай, Малґожата та Ельжбета.

## У культурі
Анджей Брохоцький є одним із персонажів роману Генрика Сенкевича «Хрестоносці» та історичної повісті Юзефа Іґнація Крашевського «Хрестоносці 1410».